# Henryk Chyliński (artysta)
Henryk Chyliński (ur. 1936) – polski artysta, malarz i grafik. Wykładowca akademicki, profesor sztuk plastycznych. Twórca licznych znaków firmowych, plakatów i znaczków pocztowych.

## Życiorys
Pochodzi z Podlasia. Uczęszczał do Liceum Sztuk Plastycznych w Zamościu, a następnie podjął studia na Wydziale Grafiki warszawskiej Akademii Sztuk Pięknych. W 1962 uzyskał dyplom w pracowni prof. Józefa Mroszczaka. Od 1972 pracował w ASP, zaczynając od stanowiska asystenta aż do uzyskania w 1997 tytułu profesora zwyczajnego. W uczelni stworzył i prowadził Pracownię Serigrafii, a następnie Pracownię Projektowania Graficznego Reklamy, Opakowań i Wystawiennictwa. Ponadto był dziekanem Wydziału Grafiki. W latach 1977–1980 prowadził zajęcia na Wydziale Sztuk Pięknych Uniwersytetu Damasceńskiegu. Wykładał również w Państwowej Wyższej Szkole Sztuk Plastycznych w Łodzi, na Wydziale Sztuk Pięknych Bilkent Üniversitesi w Ankarze, gdzie pomagał zorganizować Wydział Grafiki Projektowej, oraz na Wydziale Sztuki Nowych Mediów w Polsko-Japońskiej Wyższej Szkole Technik Komputerowych w Warszawie.
Jako projektant pracował na różnych stanowiskach m.in. w Wydawnictwie Artystyczno-Graficznym (WAG), Młodzieżowej Agencji Wydawniczej, Przedsiębiorstwie Handlu Zagranicznego „Metronex”, warszawskich teatrach – Klasycznym i Rozmaitości, oraz agencji projektowej w Nowym Jorku. Zaprojektował logotypy m.in. Teraz Polska, PKN Orlen, Polskiego Radia i Lotniska Chopina w Warszawie.
W latach 1989–1992 pełnił funkcję wiceprezydenta  Międzynarodowej Rady Stowarzyszeń Grafików Projektantów (Icograda). Jest również ambasadorem Międzynarodowego Centrum Znaku Towarowego (International Trade Centre – ITC). Ponadto został uhonorowany przez jego małą ojczyznę. W uznaniu zasług bowiem 27 maja 2019 otrzymał Akt Nadania Honorowego Obywatelstwa Powiatu Łomżyńskiego.
Przez cały okres kariery artystycznej zajmował się także malarstwem, które stanowi znaczącą część jego działalności twórczej. Jego obrazy były wystawiane w Polsce i za granicą, m.in. w Krakowie, Płocku, Cieszynie, Warszawie, Ankarze, Damaszku, Lahti, Lüdenscheid, Moskwie i Pradze.

## Wybrana twórczość

### Obrazy
- Pietà
- Wstyd
- Adam i Ewa
- Transformacja
- Plaża
- Euforia
- Spacer
- Antrakt
- Trzy Gracje
- Siesta
- Zagubieni

### Plakaty
- W. Szekspir • Tymon Ateńczyk, Teatr Klasyczny
- A. Czechow • Iwanow, Teatr Rozmaitości
- H. Ch. Andersen • Czerwone pantofelki, Scena Młodzieżowa
- Europejskie Zgromadzenie Młodzieży i Studentów • Warszawa 1976

### Opracowania graficzne książek
- Slalomem pod górę • Wspomnienia budowniczych Polski przemysłowej, wybór i oprac. Mieczysław Pisarek, Ryszard Świerkowski, wyd. Książka i Wiedza, 1974

### Znaczki pocztowe
- Mikołaj Kopernik 1473-1973 (seria), 1969
- Nowy gmach Światowego Związku Pocztowego • Berno, 1970
- 150-lecie Towarzystwa Naukowego Płockiego, 1970
- Polskie odkrycia archeologiczne – Freski z Faras (seria), 1971
- XL Międzynarodowe Targi Poznańskie, 1971
- VI Kongres Techników Polskich, 1971
- 500 rocznica urodzin Mikołaja Kopernika (seria), 1973
- X Mistrzostwa Świata w Piłce Nożnej (seria), 1974
- X Mistrzostwa Świata w Piłce Nożnej • Srebrny medal reprezentacji Polski, 1974
- Pablo Neruda • 70 rocznica urodzin, 1974
- 30-lecie wyzwolenia Warszawy, 1975
- Dzień Znaczka • Stara broń (seria) oraz koperty FDC, 1981
- II Konferencja ONZ • Unispace '82 oraz koperta FDC, 1982
- Matematycy polscy (seria) oraz koperty FDC, 1982
- Wybitni Polacy (seria) oraz koperty FDC, 1983
- Światowy Rok Telekomunikacji oraz koperta FDC, 1983
- Światowa Wystawa Filatelistyczna „Olymphilex '87 – Rzym” w Barcelonie oraz koperta FDC, 1987
- Konie (seria) oraz koperty FDC, 1989
- 45 rocznica bitwy o Monte Cassino oraz koperta FDC, 1989
- 50 rocznica bitwy o Narvik oraz koperta FDC, 1990
- 50 rocznica bitwy o Wielką Brytanię oraz koperta FDC, 1990
- Światowa Wystawa Filatelistyczna „Olymphilex '92” w Barcelonie oraz koperta FDC, 1992
- Rzeźba polska ze zbiorów Muzeum Narodowego w Warszawie (seria) oraz koperty FDC, 1992
- Historia Orła Białego (seria) oraz koperty FDC, 1992
- Kornel Makuszyński 1884-1953 (seria) oraz koperty FDC, 1993
- Międzynarodowa Organizacja Pracy 1919-1994 oraz koperta FDC, 1994
- Groteska – Teatr Baśni 1945-1995 (seria) oraz koperty FDC, 1995
- Boże Narodzenie (seria) oraz koperty FDC, 1995

## Odznaczenia i nagrody
- Krzyż Kawalerski Orderu Odrodzenia Polski
- Srebrny Medal „Zasłużony Kulturze Gloria Artis”[6]
- I nagroda w konkursie na znaczek pocztowy dla ONZ[4]
- Nagroda Ministra Kultury i Sztuki[3]
- Honorowe Obywatelstwo Powiatu Łomżyńskiego
- 30-lecie wyzwolenia Warszawy – „Najładniejszy znaczek w 1975 roku” w plebiscycie pisma „Filatelista”[7]